# حارة بن هامل (كريتر)
حارة بن هامل هي إحدى حارات حي 2 مارس الواقع بمديرية كريتر التابعة لمحافظة عدن، بلغ تعداد سكانها 452 نسمة حسب تعداد اليمن لعام 2004.